# イマン・ンジャイエ
イマン・ンジャイエ（Iman Ndiaye, 2002年1月13日 - ）は、フランスの女子バレーボール選手。フランス代表。

## 来歴

### クラブチーム
パリ出身。4歳のときにアメリカのテキサス州ダラスへ移住しバレーボールを始める。カリフォルニア大学ロサンゼルス校在学中にはNCAA女子バレーボール選手権大会に出場した。卒業後はドイツのVfB Suhl LOTTO Thüringenへ入団し、リーグ途中からはフランスのVolley-Ball Club Chamalièresへ加入し、フランスリーグに出場した。2024年3月、2024/25シーズンにトルコのSigortaShop Spor Kulübüでプレーすることが発表された。2025年4月、トルコのニルフェル・ベレディイェスポルへ移籍することが発表された。

### 代表チーム
アンダーカテゴリーの代表として、2020年にU-19欧州選手権に出場し4位となった。2024年、シニア代表に初選出され、ネーションズリーグ、パリ五輪に出場した。2025年、ネーションズリーグではエースとして活躍し、チームトップの得点をあげた。

## 球歴
- オリンピック - 2024年
- ネーションズリーグ - 2024年、2025年

## 所属クラブ
- カリフォルニア大学ロサンゼルス校（2019-2023年）
- VfB Suhl LOTTO Thüringen（2023-2024年）
- Volley-Ball Club Chamalières（2024年）
- SigortaShop Spor Kulübü（2024-2025年）
- ニルフェル・ベレディイェスポル（2025年-）